# Oltina (okręg Călărași)
Oltina – wieś w Rumunii, w okręgu Călărași, w gminie Unirea. W 2011 roku liczyła 459 mieszkańców.